# Gamasiphis quadruplicis
Gamasiphis quadruplicis är en spindeldjursart som beskrevs av Wolfgang Karg 1990. Gamasiphis quadruplicis ingår i släktet Gamasiphis och familjen Ologamasidae. Inga underarter finns listade i Catalogue of Life.